# تل نيغرو (نيويورك)
تل نيغرو، هو جبل يقع في جبال كانسكيل  في نيويورك شمال شرق روكسبري. يقع راوند توب بين الجنوب والجنوب الغربي، ويقع تل كلاي شرقًا ويقع تل فيريس  شمال غرب تل نيغرو.